# Johann Conrad Ammann
Johann Conrad Ammann (* 24. Dezember 1724 in Schaffhausen; † 11. Oktober 1811 ebenda) war ein Schweizer Arzt, Naturalien- und Kunstsammler.
1749 wurde er in Leiden zum Doktor der Medizin promoviert und wirkte danach als praktischer Arzt in Schaffhausen, wo er 1762 Margaretha Gestefeld heiratete.
Bekannt wurde Johann Conrad Ammann durch seine Sammlung von Fossilien und Conchylien aus dem in der Nähe von Schaffhausen gelegenen Bergzug Randen. Er sammelte unter anderem auch Kupferstiche.
Zu seiner Person gibt es in existierenden Dokumenten zahlreiche Variationen der Schreibweise sowohl des Familiennamens („Amman“, „Amann“) als auch der Vornamen („Johannes Conradus“ usw.) sowie auch Verwechslungen mit dem 1669 ebenfalls in Schaffhausen geborenen und später ebenfalls in Leiden lebenden, dort aber schon 1724 gestorbenen Arzt und Gehörlosenlehrer Johann Konrad Ammann. 
Bis zur Zerstörung am 1. April 1944 existierte ein Porträt aus der Hand des Johann Conrad Wenger von 1779 im Museum zu Allerheiligen.